# Portela (Loures)
A Portela, antigamente conhecida como Portela de Sacavém e, depois, como Portela de Loures, é uma área urbana  portuguesa do Município de Loures que foi sede da extinta Freguesia da Portela, freguesia que tinha 0,99 km² de área e 11 809 habitantes (2011), e, por isso, uma densidade populacional de 11 928,3 hab/km². 
A Freguesia da Portela foi extinta em 2013, tendo sido agregada à Freguesia de Moscavide para criar a nova União das Freguesias de Moscavide e Portela.

## Geografia
Localizada no extremo sudeste do município, a freguesia da Portela fazia fronteira com Sacavém, a norte, Prior Velho, a oeste, Moscavide, a este (em Loures), e com Santa Maria dos Olivais, a sul (na cidade de Lisboa).

## População
| População da freguesia de Portela | População da freguesia de Portela | População da freguesia de Portela | População da freguesia de Portela | População da freguesia de Portela | População da freguesia de Portela | População da freguesia de Portela | População da freguesia de Portela | População da freguesia de Portela | População da freguesia de Portela | População da freguesia de Portela | População da freguesia de Portela | População da freguesia de Portela | População da freguesia de Portela | População da freguesia de Portela |
| --------------------------------- | --------------------------------- | --------------------------------- | --------------------------------- | --------------------------------- | --------------------------------- | --------------------------------- | --------------------------------- | --------------------------------- | --------------------------------- | --------------------------------- | --------------------------------- | --------------------------------- | --------------------------------- | --------------------------------- |
| 1864                              | 1878                              | 1890                              | 1900                              | 1911                              | 1920                              | 1930                              | 1940                              | 1950                              | 1960                              | 1970                              | 1981                              | 1991                              | 2001                              | 2011                              |
|                                   |                                   |                                   |                                   |                                   |                                   |                                   |                                   |                                   |                                   |                                   |                                   | 16 879                            | 15 441                            | 11 809                            |

Criada pela Lei nº 111/85, de 04 de Outubro, com lugares desanexados das freguesias de Moscavide e Sacavém

## História

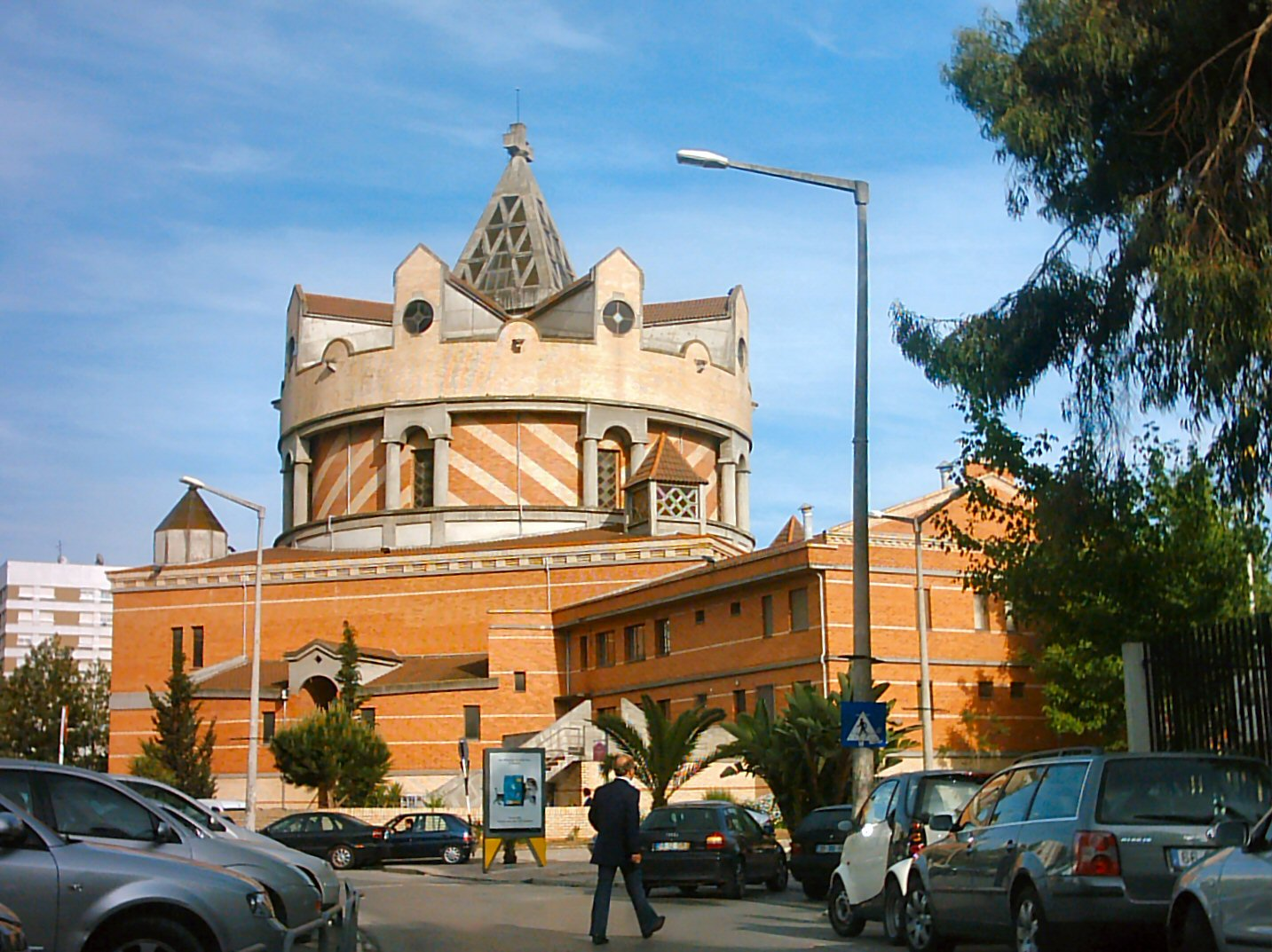
Igreja do Cristo Rei

O nome Portela parece derivar de uma corruptela do latim portŭlla em portella, significando «pequena porta», antigamente adjectivada com o determinativo «de Sacavém», uma vez que se tratava de uma das portas de entrada daquela freguesia, para quem vinha de Lisboa.
A Portela foi uma freguesia de constituição bastante recente. Embora a construção da urbanização tenha sido iniciada ainda nos anos 70 (no local onde outrora se erguiam, pelo menos, cinco velhas quintas), a freguesia foi apenas criada oficialmente em 4 de Outubro de 1985, pela Lei n.º 111/85, por desmembramento das freguesias de Sacavém e Moscavide. A referida lei entrou em vigor no dia 1 de Janeiro de 1986.
Freguesia inteiramente urbana, com alguns resquícios das velhas quintas senhoriais (como a Quinta da Vitória, onde já esteve instalado um estabelecimento de ensino superior), a Portela foi uma urbanização pensada e construída de raiz a partir de um ponto central, que é o seu centro comercial. A mesma urbanização modernista, uma das únicas em Portugal, foi idealizada pelo triplo prémio Valmor, o Arqº Fernando Silva.
Os espaços ajardinados e, sobretudo, a Igreja do Cristo-Rei, concluída em meados dos anos 90, em linhas arquitectónicas bastante arrojadas, conferem grande beleza e dinamismo a esta jovem freguesia.

## Urbanismo
O Plano de Urbanização da Portela de Sacavém, promovido pelo empresário Manuel da Mota, originário de Pombal e da autoria do arquitecto Fernando Silva, vencedor de três prémios Valmor, foi fortemente inspirado pelas premissas da Carta de Atenas, de 1933, que preconizava uma arquitectura constituída por edifícios em altura com uma exposição máxima aos elementos da Natureza - Sol, Ar e Vegetação - e a uma separação das funções urbanas.

## Património
- Igreja do Cristo-Rei da Portela de Sacavém
- Centro Comercial da Portela

## Orago
A Portela tem por orago Cristo Rei (retirado do vizinho Seminário de Moscavide).

## Heráldica
A Portela utiliza a seguinte bandeira e brasão de armas:
Um escudo de azul, com um troço de aqueduto de cinco arcos de prata, lavrado de negro e movente dos flancos. Em chefe de uma cruz de ouro entre dois livros abertos de prata. Em ponta, de um ramo de oliveira, frutado, de ouro. Uma coroa mural de prata de três torres. Um listel branco com a legenda de negro, em maiúsculas: «PORTELA – LOURES». Bandeira de amarelo; cordões e borlas de ouro e azul.

## Transportes Públicos

### Autocarros
- Carris: 210 705 722 725 728 731 781
- Carris Metropolitana: 2029 2652 2713 2722 2731 2732 2733 2734 2735 2736 2791